# 普赫蒂爾帕塔蓬塔山
16°41′20″S 68°34′9″W / 16.68889°S 68.56917°W
普赫蒂爾帕塔蓬塔山（Phujtir Pata Punta），是玻利維亞的山峰，位於該國西部拉巴斯省的因加維省，處於阿塞爾昆卡山東南面，屬於安第斯山脈中奇利亞-基姆薩查塔山脈的一部分，海拔高度4,661米。